# 't Houweel
 't Houweel (Gronings:  't Houwail), vroeger ook gespeld als  't Houwijl, is een buurtje tussen Wierhuizen en Pieterburen, in het noorden van de gemeente Het Hogeland in de Nederlandse provincie Groningen. Het ligt bij het oude haventje van Wierhuizen aan het einde van het Broekstermaar (ter plekke ook Wierhuizer- of Wierhuistermaar genoemd en vroeger ook wel 'Houweelstermaar') en omvat een aantal bij elkaar staande huizen en een picknickplaats. Tegenover het gehucht ligt de camping 'Klein Deikum' in het gelijknamige streekje Deikum.
Voor de naam Houweel zijn twee verklaringen. De ene stelt dat er landerijen van het Oldeklooster lagen in de vorm van een houweel en dat daar de naam vandaan komt. Een andere verklaring (De Vries, 1946) stelt houw- gelijk aan "hofstede" en -weel gelijk aan "wiel" (Gronings: wail) ofwel "kolk". Westerhoff merkt op dat op de kwelderkaart van Sems van ca. 1631 een 'Weender colck' genoemd staat op de plaats van 't Houweel en schrijft dat deze later 'Houwwijlster kolk' werd genoemd, wat zou betekenen dat deze kolk later is omgevormd tot een haventje.

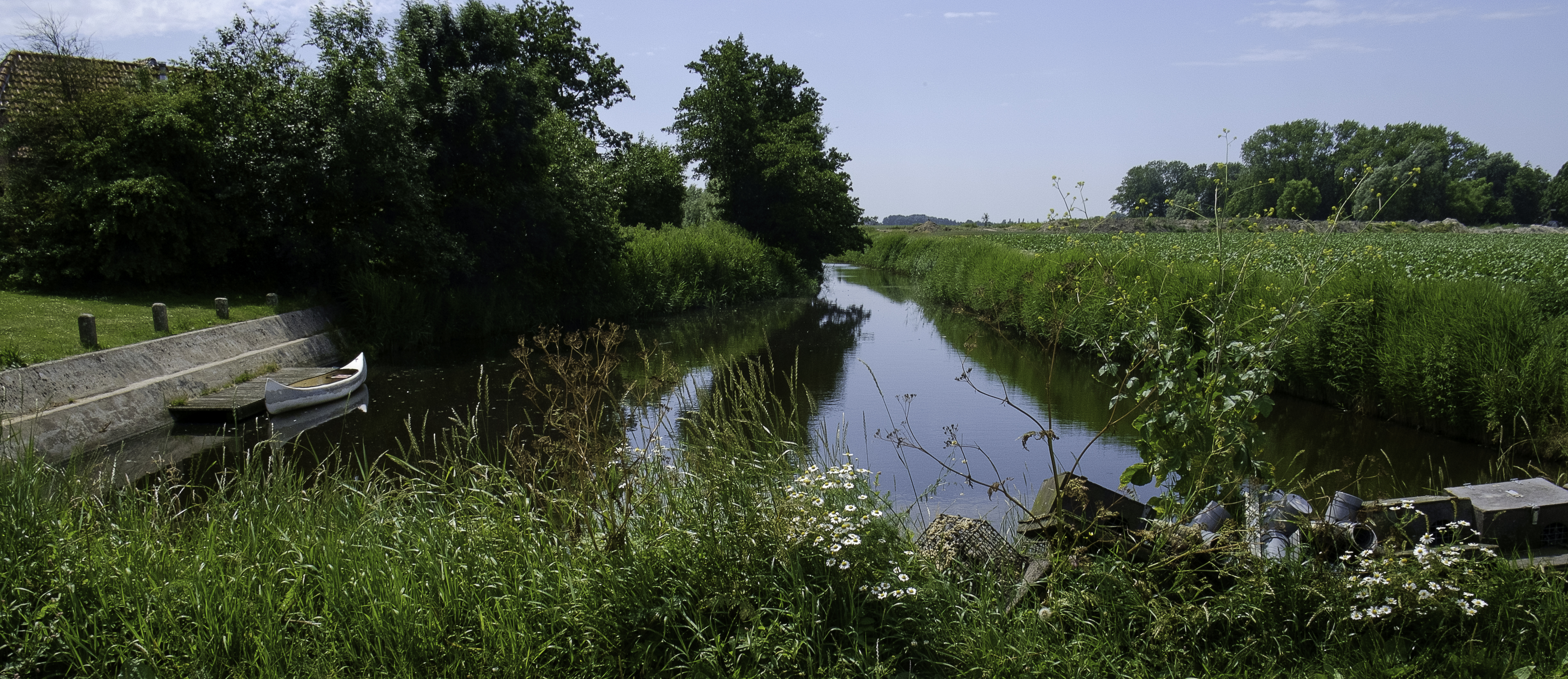
Haventje aan het einde van het Broekstermaar

Hoofdplaats: Uithuizen

Dorpen: Adorp · Den Andel · Baflo · Bedum · Eenrum · Eppenhuizen · Hornhuizen · Houwerzijl · Kantens · Kloosterburen · 't Lage van de Weg · Lauwersoog · Leens · Leenstertillen · Lutjewolde · Mensingeweer · Molenrij · Niekerk · Noordwolde · Oldenzijl · Onderdendam · Onderwierum · Oosteinde · Oosternieland · Pieterburen · Rasquert · Rodewolt · Roodeschool · Rottum · Saaxumhuizen · Sauwerd · Startenhuizen (deels) · Stitswerd · Tinallinge · Uithuizermeeden · Ulrum · Usquert · Vliedorp · Vierhuizen · Warffum · Warfhuizen · Wehe-den Hoorn · Westerdijkshorn · Westernieland · Wetsinge · Winsum · Zandeweer · Zoutkamp · Zuidwolde · Zuurdijk

Buurtschappen, gehuchten, wierden en buurten: 1e Nijhoezen · 2e Nijhoezen · 't Aagt · Abbeweer · Alinghuizen · Arwerd · Barnegaten · Bellingeweer · Bethlehem · Beusum · Bokum · Breede · Broek · Het Bultje · De Dingen · De Raken · De Vennen · Den Haver · Deikum · Doodstil · Douwen · Duisterwinkel · Eelswerd · Eemshaven · Elens · Ellerhuizen · Ernstheem · Ewer · Grijssloot · Groot Maarslag · Groot Wetsinge · De Haar · Hammeland · Den Hander · Harssens · Hefswal · Hekkum · Helwerd · Heuvelderij · Hiddingezijl · Holwinde · De Hoogte · De Horn · De Houw · 't Houweel · De Hucht · Kaakhorn · Katershorn · Kattenburg · Klei · Kleine Huisjes · Klein Garnwerd · Klein Maarslag · Klein Wetsinge · Kolham · Koningslaagte · Koningsoord · De Knijp · Kruisweg · Lutje Marne · Lutke Saaxum · Maarhuizen · (Marnehuizen) · Menkeweer · Menneweer · Midhalm · Midhuizen · Mollenhuizen · Nijenklooster · Noordpolder · Noordpolderzijl · Obergum · Oldenzijl · Oldorp · Oosterhorn · Oosterhuizen (Eenrum) · Oosterhuizen (Zuidwolde) · Oudedijk · Oudeschip · Paapstil · Panser · Plattenburg · Polen · Ranum · Reidland · Roodehaan · Schapehals · Schaphalsterzijl · Schilligeham · Schouwen · Schouwerzijl · Sint Annerhuisjes · 't Stort · De Streek · Takkebos · Ter Laan · Tijum · Valcum · Valom · Wadwerd · Walsweer · Westerhorn (De Marne) · Westerhorn (Hogeland) · Westerklooster · Westpolder · Wierhuizen · Wierum · 't Wildeveld · Willemsstreek · Zevenhuizen